# Tejraj Pultoo
Tejraj Pultoo (19 ottobre 1999) è un giocatore di badminton mauriziano.

## Palmarès
Il Cairo 2020: argento nel doppio misto